# Michele Geraci (economista)
Michele Geraci (Palermo, 1967) è un politico italiano. È stato sottosegretario al Ministero dello sviluppo economico nel Governo Conte I.

## Biografia
Michele Geraci si è laureato con lode in ingegneria elettronica presso l'Università degli Studi di Palermo e ha lavorato dal 1989 per la British Telecom. Ha poi ottenuto, nel 1996, un master in business administration presso la Sloan School of Management del Massachusetts Institute of Technology di Boston e ha iniziato la carriera come banchiere d'affari, lavorando per 10 anni in diverse banche e società d'affari tra New York e Londra, come Merrill Lynch, Bank of America, Donaldson, Lufkin & Jenrette e Schroders.
Dal 2008 si è trasferito in Cina, dove insegna finanza in due università: University of Nottingham Ningbo China, New York University Shanghai.
Il suo lavoro si è concentrato sull'impatto delle politiche macroeconomiche sullo sviluppo della società, con focus particolare sull'impatto di tali politiche sulle fasce più deboli della popolazione. Ha sempre tenuto una visione cauta sul liberismo dei mercati ritenendolo da un lato utile per lo sviluppo delle economie, ma anche causa di gravi diseguaglianze di reddito ed altri effetti redistributivi della ricchezza. Per meglio analizzare le condizioni socioeconomiche delle fasce a basso reddito, ha condotto uno studio sul microcredito in Cina, pubblicato dal Global Policy Institute di Londra ed ha prodotto un documentario sulle condizioni dei contadini in Cina, toccando temi come le riforme agrarie e le migrazioni verso i centri urbani. Il suo interesse verso temi sociali, tipicamente della sinistra storica, è presente anche nella sua proposta di introdurre in Italia una forma avanzata di Reddito di Cittadinanza, pensato come risposta per arginare quegli effetti negativi della globalizzazione
Nel 2015 ha anche ricevuto l'onorificenza di Cavaliere dell'Ordine della Stella d'Italia, per aver contribuito alla diffusione della conoscenza della Cina in Italia.
Vicino alla Lega, ha collaborato con Matteo Salvini e ha partecipato ad alcune iniziative del partito, proponendo l'economia cinese come modello per l'Italia.
Ha inoltre teorizzato la compatibilità tra il reddito di cittadinanza (in realtà, tecnicamente, un reddito minimo garantito) proposto dal Movimento 5 Stelle e la flat tax proposta dalla Lega, sostenendo, dopo le elezioni politiche del 2018, la possibilità di un'alleanza tra i due partiti.
È stato quindi sottosegretario allo Sviluppo economico nel neonato Governo Conte I, sostenuto proprio da una coalizione tra M5S e Lega, dal 2018 al 2019.
Durante l'esperienza di governo Lega-M5S Geraci è stato uno dei principali negoziatori del memorandum di adesione alla "Nuova via della seta", il progetto geoeconomico di connettività infrastrutturale e commerciale a trazione cinese contestato da vari paesi non partecipanti, tra cui molti alleati dell'Italia come gli Stati Uniti, il Giappone e l'Australia, che hanno dato vita al Blue Dot Network nel 2019. I Paesi del G7, inclusa l'Italia durante il governo Draghi, nel 2021 hanno dato vita alla "Build Back Better World initiative", un progetto di contrasto alla Nuova via della seta. Nel dicembre 2023 l'Italia, unico Paese del G7 ad aver aderito al progetto nel 2019, ha inviato a Pechino una nota in cui è stata comunicata l'intenzione di non rinnovare il memorandum d'intesa - che scade a marzo.
Nel dicembre del 2023 viene chiamato a guidare il Dipartimento Affari Esteri e Commercio Internazionale di Indipendenza!, nuovo partito di Gianni Alemanno.